# Heterocampa guttivitta
Heterocampa guttivitta är en fjärilsart som beskrevs av Walker 1855. Heterocampa guttivitta ingår i släktet Heterocampa och familjen tandspinnare. Inga underarter finns listade i Catalogue of Life.

## Bildgalleri

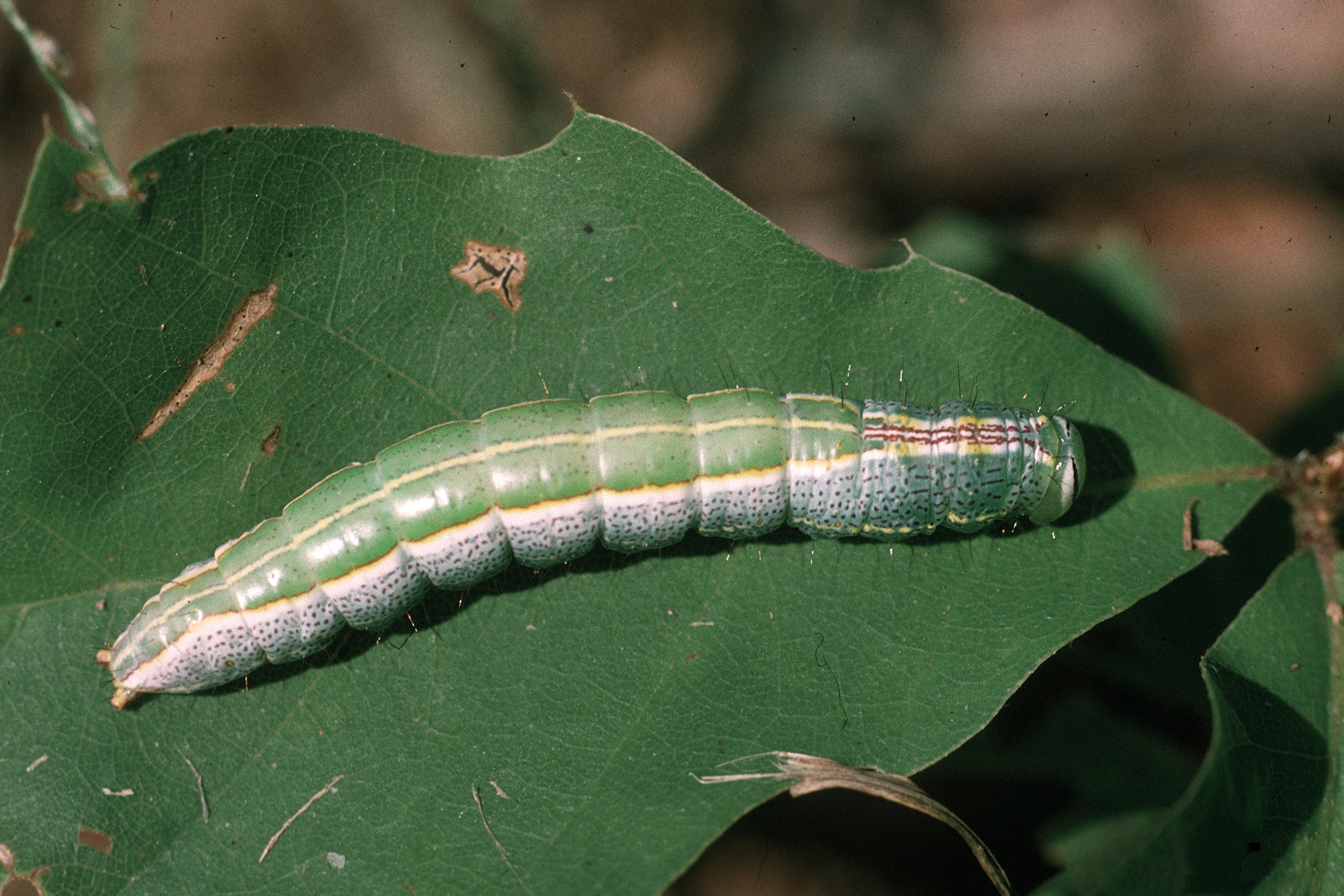
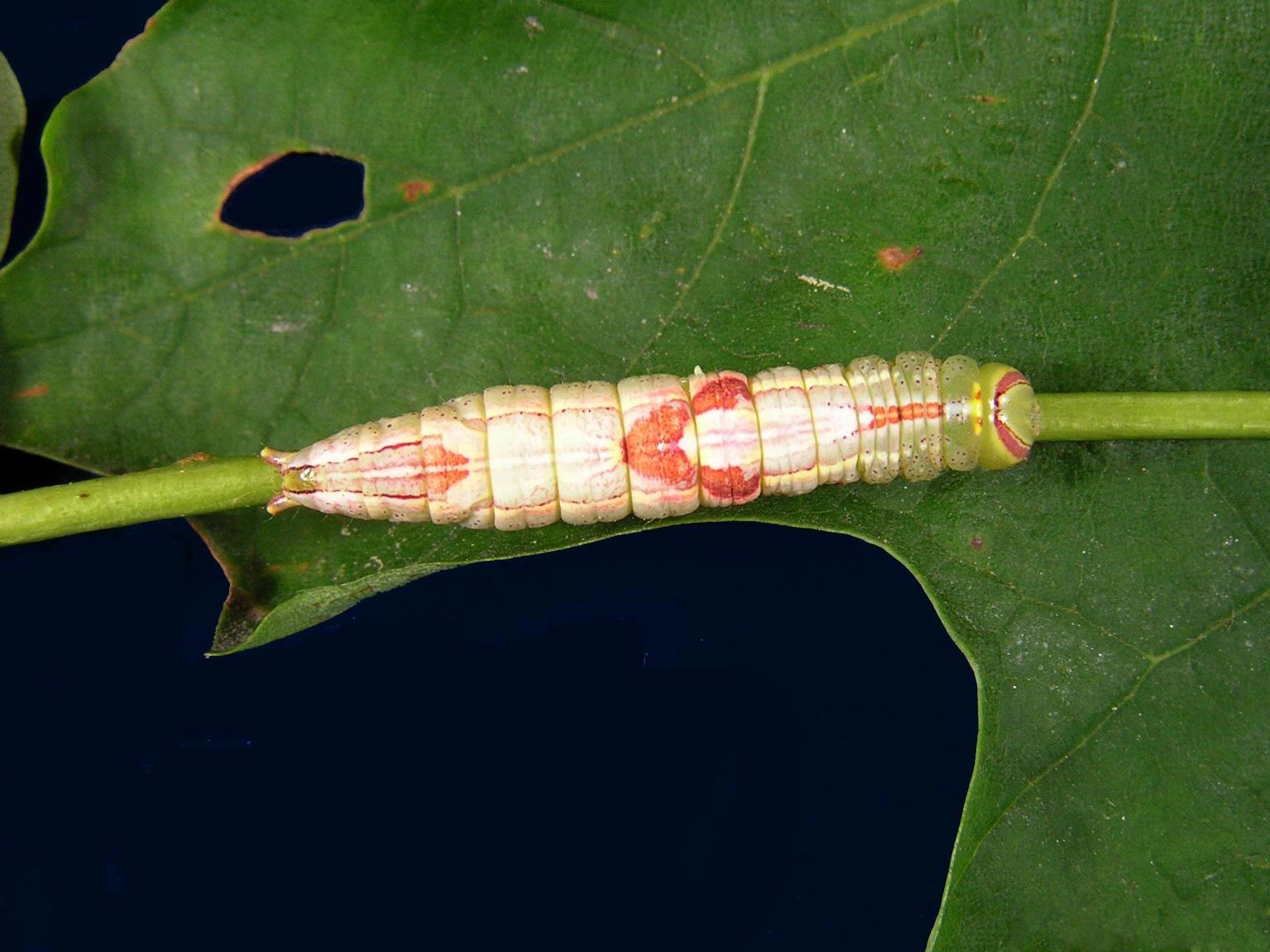